# Hunts Grove
Hunts Grove är en civil parish i Stroud i Gloucestershire i England. Den bildades den 1 april 2020.